# 川路高子
川路 高子（かわじ たかこ、文化元年（1804年） - 明治17年（1884年）10月12日）は江戸幕府外国奉行川路聖謨の継室。諸大名屋敷に宮仕した後、天保9年（1838年）勘定吟味役川路聖謨に嫁ぎ、奈良、大坂へ赴任、戊辰戦争中聖謨に自決されつつ下総国平沢村へ疎開し、江戸へ帰り没した。

## 生涯

### 宮仕
文化元年（1804年）、江戸幕府大工頭大越孫兵衛喬久の次女として生まれた。15歳で紀伊徳川家屋敷に奉公し、徳川治紀娘で鳥取藩池田治道正室丞姫に8年間仕え、姫の死去により退職した。
天保4年（1833年）徳川家斉二十五女末姫が広島藩主浅野斉粛に嫁いだ際、再び出仕した。

### 川路家での生活
天保9年（1838年）4月29日、勘定吟味役川路聖謨に4人目の妻として嫁ぎ、聖謨の養父母、実母および先妻の2男2女と同居した。弘化元年（1844年）聖謨が佐渡奉行に赴任した時は江戸で留守を守ったが、弘化3年（1846年）奈良奉行赴任時には次男市三郎、聖謨養父母と奈良に移った。
嘉永4年（1851年）6月10日聖謨は江戸に召還されたが、高子は奈良に残り、日記を書き送って近況を報告し合った。7月2日聖謨から大坂町奉行赴任を聞き、7月26日大坂東町奉行屋敷に移った。
江戸に戻り聖謨が勘定奉行となると、小石川に屋敷を賜った。聖謨が勘定奉行、外国奉行へと異例の出世を遂げる中、家事一切を引き受け、諸大名からの贈答品の応対を切り盛りした。また、この頃前田夏蔭に和歌を学んでいる。
安政6年（1859年）8月、聖謨が政争に敗れて蟄居を命じられ、小石川屋敷を引き払い、3分の1ほどの広さの番町屋敷に移った。

### 上総への疎開
慶応4年（1868年）戊辰戦争が勃発し、新政府軍が江戸に向け進軍する中、継子種倫の養子先原田市三郎の知行地上総国山辺郡平沢村（千葉県大網白里市小中）に家族を避難させた。3月15日、聖謨が自決を果たすと、大正寺で葬儀を取り仕切った後、初七日の21日に剃髪し、夫、幕府に対し末永く操を守る意を込めて松操と号した。
22日夜、小網町より舟で下総国浜村に逃れ、上総国平沢村の名主利右衛門宅に身を寄せた。

### 晩年

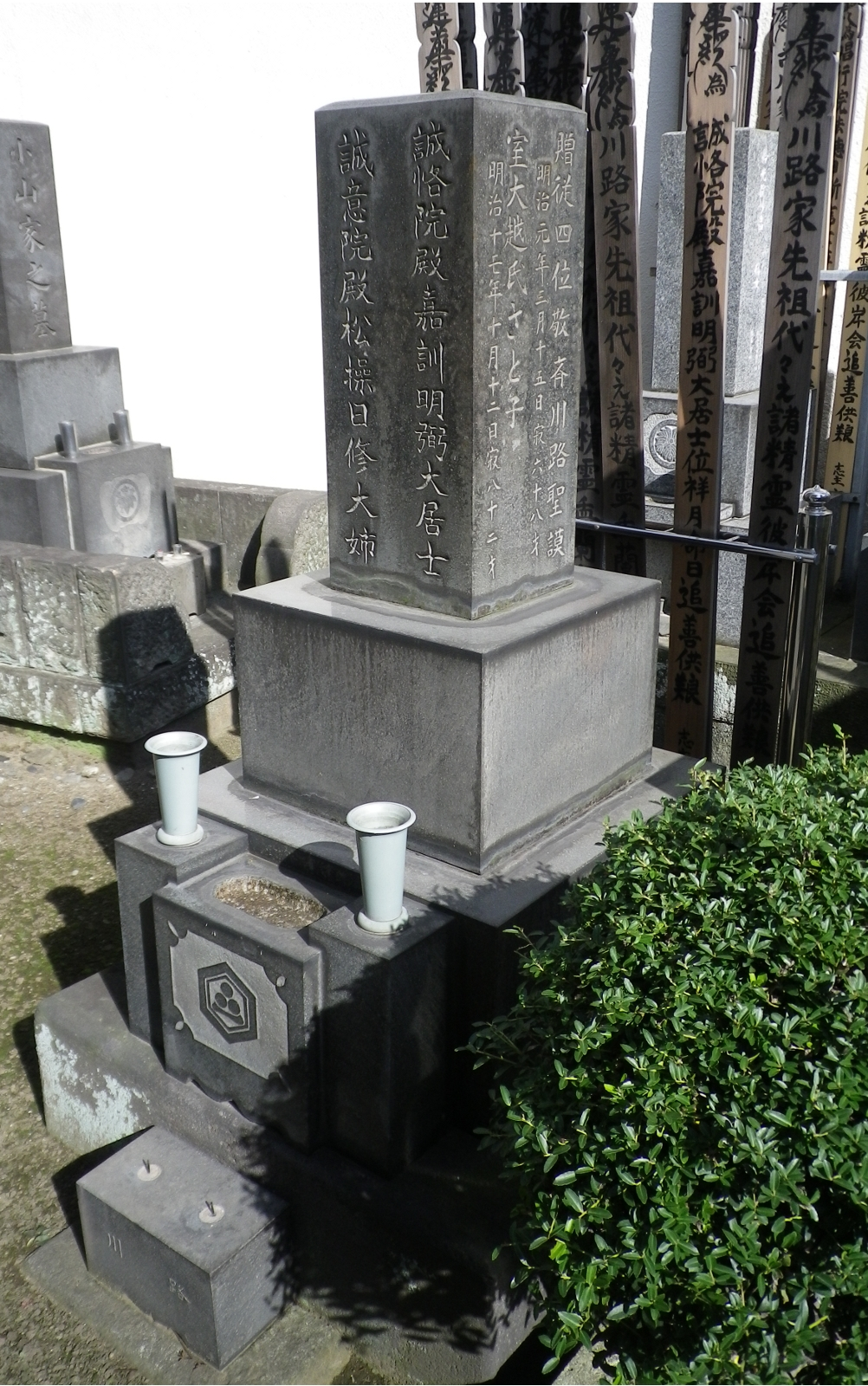
大正寺の聖謨・さと子墓

慶応4年（1868年）6月7日、江戸の情勢の安定を見計らい、番町の本邸に帰った。嫡子川路寛堂は平民となり番町の屋敷を引き払うと、高子は郊外の根岸に閑居したが、不便なため蛎殻町に移り、ここに落ち着いた。
明治17年（1884年）10月12日、胃癌のため死去し、池之端大正寺聖謨墓の隣に葬られた。辞世は「いと長く思ひしかども限りある我が世の夢も今ぞさめぬる。」法号は誠意院殿松操日修大姉。

## 人物
更年期障害のような吐き気を伴う持病があり、聖謨に「げろげろ」と呼ばれていた。若年より病弱で、医者にも50までは生きられないだろうと言われていたという。
美人だったとされ、嘉永6年（1853年）に聖謨が長崎でエフィム・プチャーチンと会談した際、「左衛門尉妻は江戸にて一二を争ふ美人也。夫（それ）を置て来りたる故か、おり／＼おもひ出し候。忘るゝ法はあるまじきや。」と妻を自慢し、場を和ませた。
文才にも優れ、義弟井上清直は高子の日記を読み、「御姉さまの文、土佐日記のごとし。」と賞賛した。また、高子の兄が酔った際高子を紫式部・松浦佐用姫に例えたところ、聖謨が「紫式部・松浦佐用姫ならで、紫秩父・杉浦佐用姫位ならむ。」と応えた。これを聞いた高子本人は「されど夫（それ）もまだ過ぎたらむ。紫木綿、雪駄裏皮姫位ならむ。いと顔の皮厚姫と人や笑はむ。」と更に謙遜している。

## 著作

### 紀行
- 「青葉の道の記」 - 天保13年（1842年）3月28日雑司ヶ谷周辺を廻る[21][22]。
- 「よしの行記」 - 嘉永元年（1848年）3月12日から16日まで吉野を訪れる[23][24][22]。
- 「たけ狩」 - 嘉永元年（1848年）9月15日法蓮村で松茸狩を行う[25][26]。
- 「寺めぐり」 - 嘉永元年（1848年）10月奈良の寺社、古墳を廻る[27][22]。
- 「ふるの道くさ」 - 嘉永2年（1849年）4月柿本寺等を廻る[28][29]。

### 日記
- 「日記」 - 弘化2年（1845年）2月18日から24日まで聖謨多摩川方面巡見中の留守日記[30]。
- 「川路高子日記」 - 嘉永4年（1851年）6月から9月まで聖謨江戸赴任中、奈良での留守日記[31][32]。
- 「上総日記」 - 慶応4年（1868年）3月15日から6月7日まで平沢村に疎開した日記[33]。

### 回想録
- 「笹の一葉」 - 安政3年（1856年）島津斉彬母弥姫三十三回忌に池田家出仕時代を回想する[34]。
- 「ね覚のすさび」 - 明治16年（1883年）80歳となったのを期に人生を回想する[35][36]。

### 詠草
- 「高子詠草」[37]
- 「川路聖謨夫人詠草」[38]
- 「花弐百首」[39][40]
- 「詠草」[41]
- 「詠草」 弘化3年（1845年）11月[30]

### その他
- 「遊糸」[42]
- 「女子の手かゞみ」[43]